# Microsoft PowerPoint
Мајкрософт пауерпојнт (енгл. Microsoft PowerPoint) је програм за прављење презентација, у оквиру програмског пакета Microsoft Office.
Мајкрософт пауерпојнт је типа визивиг (енгл. WYSIWYG - What You See Is What You Get - „Што видиш то и добијеш“), што значи да програм већ у току самог прављења презентација приказује како ће изгледати када се буде пуштала презентација. Поред верзија за Windows, постоје и верзије за Еплов Mac OS. Најновија верзија је PowerPoint 2010 (за Mac OS X је PowerPoint 2011).
Верзија 2013 је доступна на рачунарима који подржавају Windows 8, тзв. Тач-скрин рачунари.

## Настанак
Мајкрософт пауерпојнт је настао тако што је Мајкрософт купио Фортаугтс. Фортаугтс је основан 1983. да створи интегрисано окружење и апликације за будуће персоналне рачунаре који ће обезбедити графички кориснички интерфејс, али је наишао на потешкоће које су захтевале „поновно покретање“ и нови план.
Дана 5. јула 1984., Фортаугтс је ангажовао Роберта Гаскинса као свог потпредседника за развој производа, да се направи нова апликација која би била посебно прилагођена новим графичким персоналним рачунарима, као што су Мекинтош и каснији Виндовс. Гаскинс је направио свој почетни опис Паурепојнт-а отприлике месец дана касније (14. августа 1984.) у облику документа од 2 странице под називом „Презентационе графике за пројекцију изнад главе“.